# تی‌آرتی ورزش
تی‌آرتی ورزش یا تی‌آرتی اسپور (ترکی استانبولی: TRT Spor) یک شبکه تلویزیونی دولتی ترکیه است. این شبکه در تاریخ ۹ اوت ۲۰۱۰ افتتاح شد. این شبکه رویدادهای ورزشی را پخش می کند.